# 我思う、ゆえに我あり
「我思う、故に我在り」（われおもう、ゆえにわれあり、仏: Je pense, donc je suis、羅: Cogito ergo sum、英: I think, therefore I am）は、ルネ・デカルトが仏語の自著『方法序説』（Discours de la méthode）の中で提唱した有名な命題である。
『方法序説』の他、『省察』、『哲学原理』、『真理の探究』でも類似した表現が使われているが、一様でなく、その解釈について争いがある。
ラテン語訳のCogito, ergo sum（コーギトー・エルゴー・スム、cogito =我思う、ergo = 故に、sum = 我在り）との標題が有名だが、これは第三者の訳による『真理の探求』で用いられたもので、デカルト自身がこのような表現をしたことはない。
『方法序説』の幾何学部分以外は、神学者のエティエンヌ・ド・クルセル（Étienne de Courcelles）がラテン語に訳し、デカルト自身が校閲し、Ego cogito, ergo sum, sive existo との表現がされている。
デカルト自身がラテン語で書いた『哲学原理』（Principia philosophiae）ではego cogito, ergo sum、『省察』では、Ego sum, ego existo と表現されている。

## 解説
全てについて疑うべし（De omnibus dubitandum。カール・マルクスの言葉）という方法的懐疑により、自分を含めた世界の全てが虚偽だとしても、まさにそのように疑っている意識作用が確実であるならば、そのように意識している我だけはその存在を疑い得ない。「自分は本当は存在しないのではないか？」と疑っている自分自身の存在は否定できない。―“自分はなぜここにあるのか”と考える事自体が自分が存在する証明である（我思う、ゆえに我あり）、とする命題である。コギト命題といわれることもある。哲学史を教える場合の一般的な説明によれば、デカルトはこれを哲学の第一原理に据え、方法的懐疑に付していた諸々の事柄を解消していった、とされる。
また、これを意識の「内部」の発見と位置付けることもできる。中世までの哲学では、意識の内部と外部の問題系というものがなかった。いいかえれば、内部に現われている観念（表象）と外部の実在が一致すると思いなされてきた。ところが、デカルトの方法的懐疑はまずこの一致の妥当性を疑った。すなわち、表象と実在は一致するのではなく、むしろ表象から実在を判断することは間違いを伴う、というのである。「一度でも間違いが起こった事柄に関しては全幅の信頼を寄せない」とするデカルトは、それでもやはり、絶対確実なものを見つけようと試みた。ここで、絶対確実なものとは、表象で直観されたものから実在に関する判断が直接に導かれる事柄のことである。そして、このようなものとは、実は「絶対確実なものを見つける」という試みそのものを可能にする、「私は考える」という事実であった。これによって、意識の「内部」としての「考えるところの私」が確立し、そこに現われている観念と外部の実在との関係が、様々な形で問題に上るようになった。例えば、「観念に対応する実在はいかに考えられるべきか」や「もっとも確実な観念はなにか」といった問いがあげられよう。

## 哲学への影響
以後の哲学は現代に至るまでこの影響を色濃く残しており、同時に、それに対する批判も生まれている（例えばカント『純粋理性批判』やフッサール『デカルト的省察』などにおける批判）。現代ではしばしば、デカルトのコギトの存在確立が近代の幕開けとなったといわれ、ポストモダンなどの見地から様々な形で批判されることがある。しかし、一般に大陸合理論の立場からいえば、デカルトの命題は自我の存在を証明する推論ではない。例えば、哲学者ガッサンディはデカルトの命題を、「(1)全て考えるものは存在する、(2)私は今考えている、(3)ゆえに私は存在する」という三段論法と異ならないと指摘する。そして、デカルトのコギト命題はこの三段論法の形式に則っておらず、雑であると難ずるのである。しかし、デカルトにとって、「(1)全て考えるものは存在する」は、未だ疑わしい。意識作用の直接性から「直観として」導かれたものが、コギト命題である。故に、これを単なる論理の推論と考えるのには慎重を要する。これはむしろ「いかなる推理（syllogism）からも帰結（concluditur）されない或る根本的な観念（prima quaedam notio） - (デカルト)」であり、デカルト自身も、「ゆえに」という接続を相応しいとは思っていなかったようである。

## 評価・解釈
- 哲学者のスピノザは「我は思惟しつつ存在する（Ego sum cogitans）」と解釈している。
- 作家・ジャーナリストのアンブローズ・ビアスは『悪魔の辞典』の中で、デカルトの発言は不徹底である、厳密性を更に求めるならcogito cogito, ergo cogito sum.（「我思うと我思う、ゆえに我ありと我思う」）というべきであろうと書いている。確かに、cogitoを論ずるときには、それが単なる「私」ではなく「考える私」もしくは「私は考える」の意味であることを忘れてはいけない。
- 作家の夏目漱石は『吾輩は猫である』において、主人公の猫が「人間は長い歴史の中でこんな当たり前のことしか思いつかない愚かな生き物だ」と嘲笑している。
- 仏教のパーリ仏典のスッタニパータには「〈われは考えて、有る〉という〈迷わせる不当な思惟〉の根本をすべて制止せよ。内に存するいかなる妄執をもよく導くために、常に心して学べ」[6]がある。